# Ariano Irpino
Ariano Irpino – miasto i gmina we Włoszech, w regionie Kampania, w prowincji Avellino.
Według danych na 1 stycznia 2022 roku gminę zamieszkiwały 21 243 osoby (10 348 mężczyzn i 10 895 kobiet).